# LaSalle, Québec
LaSalle är ett arrondissement i staden Montréal i den kanadensiska provinsen Québec. LaSalle blev kommun för första gången 1845 och blev stad 1912. Den 1 januari 2002 gick LaSalle ihop med Montréal och blev ett arrondissement. LaSalle breder sig ut över 16,3 kvadratkilometer stor yta och hade en folkmängd på 82 235 personer vid den nationella folkräkningen 2021.